# Non-Food
Der Begriff Non-Food (englisch ‚Nicht-Lebensmittel‘) beschreibt je nach Verwendung Waren, die nicht zum Verzehr geeignet sind.

## Verwendung im deutschen Handel
Der Begriff beschreibt Handelswaren, die kein Lebensmittel im weiteren Sinn sind. In Handel und Hotellerie wird er als Gegensatz zu Lebensmitteln verwendet, für Sortimentsbestandteile, die in den Punkten Logistik, Lagerhaltung und Warenpräsentation andere (oft geringere) Ansprüche stellen als diese. Non-Food-Artikel zeichnen sich häufig durch eine einfachere Handhabbarkeit aus, sie müssen z. B. nicht gekühlt werden und haben entweder kein oder ein vergleichsweise sehr langes Haltbarkeitsdatum (z. B. Batterien).
Oftmals wird eine Unterscheidung zwischen Non-Food I und Non-Food II getroffen. Unter Non-Food I werden Artikel wie Drogerieprodukte, Reinigungsprodukte oder Tiernahrung verstanden. Diese tragen auch die Bezeichnung Near-Food. Zu Non-Food II zählen dagegen Ge- und Verbrauchsgüter, die nicht in die Kategorien Food oder Non-Food I gehören. Dabei handelt es sich beispielsweise um Bekleidung, Sportartikel, Bücher oder elektronische Geräte.

### Aktionsangebote und Saisonartikel im Lebensmittelhandel
Non-Food-Artikel weisen in einigen Bereichen eine deutlich bessere Handelsspanne im Vergleich zu Lebensmitteln auf. Das führte dazu, dass viele Lebensmittelgeschäfte und Discounter neben Nahrungsmitteln und Drogerieartikeln oft wöchentlich wechselnde Sortimente im Rahmen von Aktionsware und Saisonartikeln in ihr Sortiment aufgenommen haben. Sie konkurrieren dann mit anderen Anbietern dieser Waren wie dem Fachhandel und den Kaufhäusern, die solche Waren das gesamte Jahr über führen.

## Verwendung im Bereich der internationalen humanitären Hilfe
Im Kontext der humanitären Hilfe beschreibt der Begriff Non-Food-Artikel (englisch: „Non-food items“ oder NFIs) alle Hilfsgüter, die keine Lebensmittel sind. Typischerweise sind damit überlebensnotwendige Haushaltsgegenstände gemeint, wie etwa Decken, Plastikplanen, Eimer und Behälter für Wasser, Kochgegenstände und Hygieneartikel (zum Beispiel Seife, Tampons und Binden, Windeln).